# Zbór Kościoła Chrześcijan Baptystów w Puławach
Zbór Kościoła Chrześcijan Baptystów w Puławach – zbór baptystyczny w Puławach, będący jedną z miejscowych ewangelicznych społeczności protestanckich. Należy do okręgu lubelskiego Kościoła Chrześcijan Baptystów w RP.
Przewodniczącym rady zboru jest Andrzej Łączkowski.
Zbór utożsamia się z powszechnym Kościołem Jezusa Chrystusa. Celem istnienia zboru jest głoszenie Słowa Bożego, czynienie ludzi uczniami Chrystusa, udzielanie chrztu nawróconym grzesznikom i oddawanie czci wyłącznie Trójjedynemu Bogu. Mottem zboru jest:

Przygotować się na spotkanie z powtórnie przychodzącym Jezusem przez „bycie na co dzień w Chrystusie”.

Zbór, oprócz cotygodniowych nabożeństw (na które składają się modlitwy, pieśni, czytania biblijne i kazanie), organizuje grupy domowe, spotkania ewangelizacyjne i nauczające oraz akcje ewangelizacyjne.